# Charles C. Krulak
Charles Chandler Krulak (Quantico, 4 marzo 1942) è un generale e dirigente sportivo statunitense.
Trentunesimo comandante del United States Marine Corps dal 1995 al 1999, è diventato membro della dirigenza dell'Aston Villa dopo l'acquisto della società da parte di Randy Lerner.